# Alcuneza
Alcuneza es una localidad española, pedanía del municipio guadalajareño de Sigüenza, en la comunidad autónoma de Castilla-La Mancha. Tiene una población fija de 36 habitantes según el censo del INE de 2011. Patrón: San Miguel Arcángel. Patrona: Virgen de la Soledad. 

## Historia
A mediados del siglo XIX, el lugar contaba con una población censada de 158 habitantes. La localidad aparece descrita en el primer volumen del Diccionario geográfico-estadístico-histórico de España y sus posesiones de Ultramar de Pascual Madoz de la siguiente manera:

ALCUNEZA: l. con ayunt. de la prov. de Guadalajara (12 leg.) part. jud., adm. de rent. y dióc. de Sigüenza (1), aud. terr. y c. g. de Madrid (21): sit. á la márg. der. del r. Henares, en una ladera bien ventilada: es de clima sano y no se padecen mas enfermedades que las endémicas: forman el casco de la pobl. 36 casas ant., mal distribuidas y de poca comodidad; no hay calles ordenadas sino varios tránsitos, cuyo suelo y el de la plaza es de toba, y por consiguiente sano y enjuto: en la casa municipal hay una sala para las sesiones, otra para la escuela, que está servida por el sacristan y dotada con una pequeña retribucion en granos por los padres de los 10 niños que concurren, y las paneras de los pósitos que son dos, llamados el uno pio y el otro nacional; el fondo del primero consiste en 86 fan. y 6 celemines, y el del segundo en 156 fan. y 5 celemines, todo de trigo comun. La la igl. parr. está dedicada á la cátedra de S. Pedro en Antioquia, su curato es perpetuo y de oposicion: en los afueras se baila la ermita de Ntra. Sra. de la Soledad, y á su alrededor el cementerio, regular y moderno. Confina el térm. por N. con el de Alboreca; E. con los de Gigosa y Mojares; S. con el de Barbatona, y O. con los de Sigüenza y Pozancos: comprende 2,540 fan. de tierra, de las cuales son 485 de 1.ª calidad, 900 de 2.ª y 455 de 3.ª, que se labran por mitad cada año; ademas 60 fan. destinadas á prado, y las restantes son de peñascal y tierras quebradas cubiertas de tomillos y otras plantas bajas que hacen buen pasto para los ganados: el terreno es de secano, gredoso y de arena, pero fértil: báñale el r. Henares, que corre en direccion de N. á S. cuyas aguas vienen demasiado bajas en este térm., y ademas de manantiales de escasa consideracion: los caminos son locales, de herradura y uno de rueda, que dirije á Sigüenza: se hallan en buen estado: la correspondencia se recibe en Sigüenza, en los mismos dias que en esta c.: prod.: cereales, legumbres y cáñamo; se mantiene poco ganado lanar, 27 cab. de vacuno cerril, 26 de labor, algunas cab. de mular y menor para los usos domésticos, puercos y colmenas: pobl.: 46 vec.: 158 alm: cap. prod.: 1.063,800 rs.: imp.: 68,742: contr.: 3,325 rs. 30 mrs. vn.: presupuesto municipal 704 rs. del que se pagan al secretario de ayunt. 30 rs. por gratificación: se cubre con 134 rs. del prod. de propios y el resto por reparto vecinal.
(Madoz, 1845, p. 484)

Su estación de ferrocarril, ya desaparecida y sustituida por un apeadero, aparece en La busca de Pío Baroja, por ser el punto kilométrico donde antiguamente la línea Madrid-Zaragoza transbordaba con la línea férrea Madrid-Soria.[cita requerida]
El municipio de Alcuneza desapareció en 1963, al ser incorporado, junto a los de Moratilla de Henares, Guijosa, Palazuelos, Pelegrina y Pozancos, al término municipal de Sigüenza.

## Patrimonio
En la localidad se encuentra una iglesia parroquial bajo la advocación de La Cátedra de San Pedro en Antioquía (festividad 22 de febrero). Es de construcción románica, del siglo XIII.

## Demografía
| Gráfica de evolución demográfica de Alcuneza entre 1842 y 1960 |
| |
| Población de derecho según los censos de población del INE Población de hecho según los censos de población del INEEntre el censo de 1857 y el anterior, crece el término del municipio porque incorpora a Mojares Entre el censo de 1970 y el anterior, este municipio desaparece porque se integra en el municipio Sigüenza |